# Belisha beacon
Pour les articles homonymes, voir Belisha et Beacon.

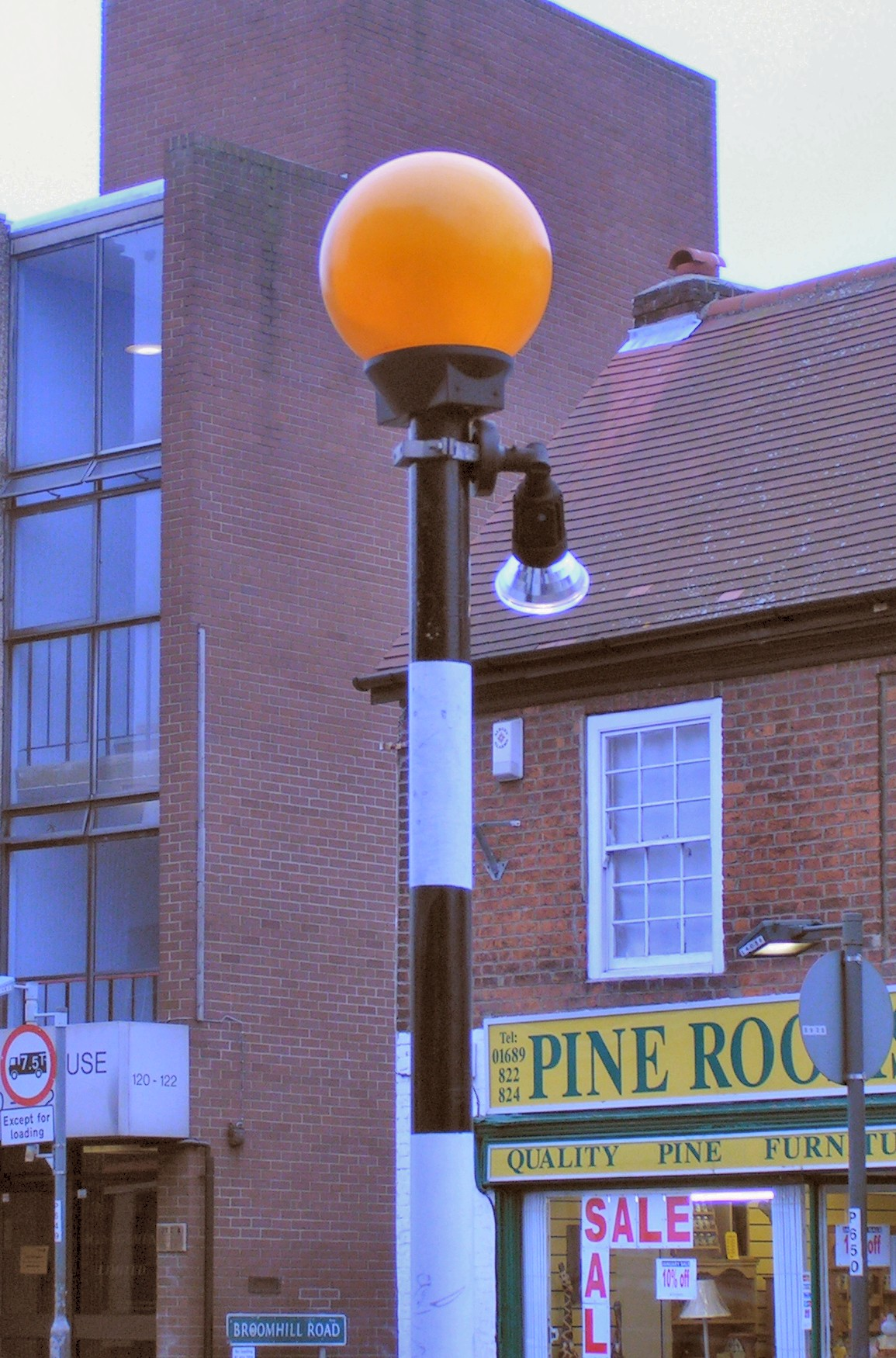
Un exemple de Belisha beacon

Les Belisha beacons (« balises Belisha ») sont des globes orange clignotants sur des poteaux peints en noir et blanc. Ils sont placés de part et d'autre des passages piétons au Royaume-Uni, en Irlande et aux anciennes colonies britanniques de Singapour et de Hong Kong. Ils sont nommés en honneur de Leslie Hore-Belisha, le ministre du transport britannique les ayant introduits en 1934.
Ils sont utilisés pour rendre plus visibles les passages piétons aux automobilistes, surtout la nuit. La lumière est généralement fournie par une seule ampoule qui clignote. La durée du clignotement est le plus souvent d'une seconde pour chaque état (allumé et éteint). Certains passages piétons ont des Belisha beacons clignotants en alternance, mais ceux-ci ont tendance à perdre leur synchronisation avec le temps.
En Nouvelle-Zélande les passages piétons sont obligatoirement équipés de ce dispositif (ou d'un système réfléchissant de couleur orange) placé sur des poteaux peints en noir et blanc des deux côtés du passage piéton.
Brisbane (au Queensland en Australie) eut un petit nombre de Belisha beacons installés entre la fin des années 1960 et le début des années 1970, mais aujourd'hui la plus grande partie des passages piétons australiens sont signalés par de grands panneaux jaunes contenant un symbole de jambes en train de marcher. Depuis quelques années on trouve dans tout le pays différents types de balises et de bornes illuminées, parfois réfléchissantes, installées de quelque manière que ce soit pour rendre plus visible les passages piétons. On les nomme parfois improprement Belisha beacons ou Bellishers. Ces dispositifs sont souvent mis en place sur des îlots centraux, de part et d'autre des passages et même à leur place, ils sont aussi le plus souvent accompagnés de panneaux indiquant que les piétons doivent céder le passage, à l'inverse des passages piétons français où le piéton est prioritaire une fois engagé.
En ces dernières années le nombre de passages piétons de type Belisha beacons a baissé dans le nord de l'Angleterre. Ils sont progressivement remplacés par des passages dits « pelican » ou « puffin », avec des signaux de passage contrôlables par les piétons.
En Irlande les Belisha beacons sont généralement accompagnés de deux lumières jaunes clignotantes, une de chaque côté. Certains passages piétons n'ont que ces lumières à la place des Belisha beacons.
En France, on peut en trouver, équipant de nombreux passages piétons, dans la ville de Neuilly-sur-Seine.

## Source
- (en) Cet article est partiellement ou en totalité issu de l’article de Wikipédia en anglais intitulé « Belisha beacon » (voir la liste des auteurs).